# Purificazione di Santa Maria
Purificazione di Santa Maria, även benämnt Cappellina della Presentazione, är ett kapell i Rom, helgat åt Jungfru Maria. Kapellet är beläget vid Via Tuscolana i quartiere Appio Claudio och tillhör församlingen Assunzione di Maria. ”Purificazione” (italienska ’rening’) anger att kapellet är invigt åt Jungfru Marie kyrkogång.

## Historia
Kapellet har inte någon egen fasad. Interiören har några glasmålningar.

## Kommunikationer
- Tunnelbanestation Lucio Sestio – Roms tunnelbana, linje
- Busshållplats Lucio Sestio – Roms bussnät, linje 558 590 nMA